# Rinbudhoo
Rinbudhoo is een van de bewoonde eilanden van het Dhaalu-atol behorende tot de Maldiven.

## Demografie
Rinbudhoo telt (stand maart 2007) 353 vrouwen en 374 mannen.